# 존 왓슨 (자동차 경주 선수)

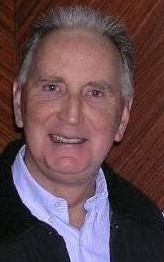
존 왓슨 (2006년)

존 왓슨(영어: John Marshall Watson, MBE, 1946년 5월 4일 ~ )은 영국 북아일랜드의 자동차 경주 선수이다.

## 서훈
- 1983년 대영 제국 훈장 5등급(MBE) 수훈[1]